# Ronny Pietrasik
Ronny Pietrasik (* 1. Oktober 1987) ist ein deutscher Rennrodler.
Ronny Pietrasik lebt in Dresden und startet für den SSV Altenberg. Der Sportsoldat tritt im Doppelsitzer mit Christian Weise an. 2005 belegten sie bei den Junioren-Weltmeisterschaften in Winterberg den zweiten Platz. Diesen Erfolg wiederholten sie ein Jahr später bei der Junioren-WM in Altenberg. Dieselbe Platzierung erreichten sie auch bei den deutschen Juniorenmeisterschaften 2006. In Winterberg gewann sie ein Weltcuprennen der Junioren und wurden Zweite der Gesamtwertung. In der Saison 2006/07 wurden sie erste der Gesamtwertung, verpassten jedoch als Viertplatzierte dieses Mal eine Medaille. In Königssee gewannen sie ein Weltcup-Rennen. Die deutsche Meisterschaft der Herren beendeten sie als Sechstplatzierte, bei den Junioren wurden sie erneut Vizemeister.
Seit der Saison 2007/08 treten Pietrasik/Weise im Herrenbereich an. Bei den deutschen Meisterschaften verpassten sie als Viertplatzierte eine Medaille. In Königssee konnten sie im Januar 2009 ihr Debüt im Rennrodel-Weltcup geben. Sie erreichten den 15. Platz und schnitten damit im Vergleich zu ihren direkten Konkurrenten Toni Eggert und Marcel Oster schlechter ab, weshalb danach wieder dieses Doppel für den Weltcup nominiert wurde.

## Erfolge

### Weltcupsiege
Teamstaffel
| Nr. | Datum         | Ort      | Bahn                    |
| --- | ------------- | -------- | ----------------------- |
| 1.  | 10. Dez. 2011 | Whistler | Whistler Sliding Centre |